# Pasquale Anfossi
Pasquale Anfossi (Taggia, 1727 - Roma, 1797) fou un compositor italià. Autor d'una extensíssima producció, avui només conegut per un parell d'obres registrades.
Deixeble de Piccinni, es donà a conèixer (1773) a Roma en la seva primera òpera L'incognita perseguita, la qual va obtenir molt d'èxit. Marxà a París (1780), dirigí l'òpera italiana a Londres (1781-83), i després a Berlín i a Praga, tornant a Itàlia el 1784, on fou mestre de la capella de Sant Joan del Laterà.
Escrigué en total 73 òperes, que foren en la seva major part ben acollides, malgrat la seva manca d'originalitat. Entre les més famoses podem citar: La finta giardinera; Il geloso in cemento (1774); L'Olimpiade; L'Avaro; Il vecchi burlati; Il curioso indiscreto (1777); Il matrimonio per iganno; Cleopatra; La vedova scaltra; Armida;I viaggiatori felici (1780), etc.,. Compongué a més algunes obres de bona música religiosa.